# 無名映画協会
無名映畫協會（むめいえいがきょうかい、1922年 設立・解散）は、かつて存在した東京の映画プロダクションである。俳優の平田延介（のちの映画監督山本嘉次郎）、近藤伊与吉らが設立し、無声映画の時代に短篇の喜劇を製作した。

## 略歴・概要
1922年（大正11年）2月、東京・深川区（現在の江東区深川）で結成された。メンバーは、平田延介、近藤伊与吉、小林正、横田豊秋、大辻司郎、友成達雄である。活動資金は平田と小林の先輩である中村敬三が捻出した。映画にかぶれた20代の若者のいいかげんな集団であったが、のちの日本映画を背負う才能が、いわゆる「大正バブル」と呼ばれる好景気を背景に、自由にラフに集結していた。
のちに脚本家になる小林は平田の慶應義塾の同級生で、1921年（大正10年）夏、小林が友人の鈴木俊一（のちのユナイト映画日本支社宣伝部長）の「鈴木プロダクション」が製作する映画『真夏の夜の夢』の主役に平田を起用、岡田嘉子とのラブシーンを演じさせた。同作は横浜・山下町の大正活動映画のもつ撮影所を借りて撮影したため、当時同撮影所の撮影助手だった横田と知り合った。近藤は、帰山教正の「映画芸術協会」の第1作『生の輝き』に感激した平田が、同作に出演した近藤にアプローチをしている。大辻は当時まだ神田「東洋キネマ」の活動弁士であったが、近藤が「映画芸術協会」で初めて監督した『熱球』に1920年（大正9年）にすでに出演している。友成はのちの撮影技師である。
月間2本の喜劇映画を製作することを目的とし、設立第1作は平田主演の『ある日の熊さん』で2巻ものの短篇スラップスティック･コメディであった。ほかには撮影を横田が行ったこと以外は不明である。配給は、友成の兄・友成用三が森岩雄と同年銀座に設立した「中央映画社」が配給した。用三と森は野球仲間で、前年に高松豊次郎の「活動写真資料研究会」という名の撮影所を持つ映画製作会社に入社、助監督を経験していた。用三はのちの映画監督、森はのちの映画プロデューサーで東宝の副社長となる。
記録はほとんど残っていないが、近藤がオリジナル脚本を書いて監督し、また平田が主演した『未来の大名優』という作品の記録がある。これは同年5月19日に公開された。秋には解散、平田は同年11月に青山杉作、近藤らの新劇の劇団「踏路社」にもぐりこんでいる。

## フィルモグラフィ
- ある日の熊さん　1922年　撮影横田豊秋、主演平田延介
- 未来の大名優　1922年　監督・原作・脚本近藤伊与吉、撮影横田豊秋、主演平田延介、生島奈々、横山勝夫

## 関連事項
- 映画芸術協会　（帰山教正）
- 活動写真資料研究会　（高松豊次郎）
- 大正活動映画 （トーマス・栗原、谷崎潤一郎）
- 中央映画社 （友成用三、森岩雄）

## 註
1. 1 2 3 4 5  『日本映画監督全集』（キネマ旬報社、1976年）の「山本嘉次郎」の項（p.432-435）を参照。同項執筆は飯田心美・司馬叡三。
2. ↑  『日本映画俳優全集 男優編』（キネマ旬報社、1979年）の「大辻司郎」の項（p.106-107）を参照。同項執筆は磯田啓二・吉田智恵男・司馬叡三。
3. ↑  『日本映画監督全集』（キネマ旬報社、1976年）の「横田豊秋」の項（p.442）を参照。同項執筆は岸松雄。
4. ↑  『日本映画監督全集』（キネマ旬報社、1976年）の「友成用三」の項（p.273-274）を参照。同項執筆は岸松雄・司馬叡三。
5. ↑  日本映画データベースの「未来の大名優」の項の記述を参照。